# Nannomys
Nannomys es un subgénero del género de roedores Mus, los ratones. Se les conoce como ratones pigmeos africanos. Estas especies son nativas del África subsahariana, donde se encuentran en diversos tipos de hábitat. Existen 20 especies. Estas incluyen:
- Mus baoulei (Vermeiren & Verheyen, 1980)
- Mus bufo (Thomas, 1906)
- Mus callewaerti (Thomas, 1925)
- Mus goundae F. Petter & Genest, 1970
- Mus harennensis Lavrenchenko & Bryja, 2022
- Mus haussa (Thomas & Hinton, 1920)
- Mus imberbis Rüppell, 1842
- Mus indutus (Thomas, 1910)
- Mus mahomet Rhoads, 1896
- Mus mattheyi Petter, 1969
- Mus minutoides (A Smith, 1834)
- Mus musculoides (Temminck, 1853)
- Mus neavei (Thomas, 1910)
- Mus orangiae (Roberts, 1926)
- Mus oubanguii Petter & Genest, 1970
- Mus setulosus Peters, 1876
- Mus setzeri Petter, 1978
- Mus sorella (Thomas, 1909)
- Mus tenellus (Thomas, 1903)
- Mus triton (Thomas, 1909)